# 마키노 신이치
마키노 신이치(일본어: 牧野 信一, 1896년 11월 12일~1939년 3월 24일)는 일본의 소설가이다. 마키노 신이치는 아쿠타가와 류노스케와 더불어 이상이 동경하던 작가 중 한 사람이다.
1896년 가나가와현 오다와라시에서 태어나 39세에 자택에서 자살했다. 1919년 대학 졸업과 동시에 열세 명의 동인을 모아 《13인》이라는 잡지를 창간했는데, 거기에 첫 작품 〈손톱〉을 발표했고, 당시 자연주의의 대가였던 시마자키 도손에게 극찬을 받았다. 이후 전기에는 대부분 신변잡기적 사소설풍의 육친 혐오적 작품을 썼다. 그러나 중기에는 작풍이 다소 변화되어, 이른바 환상풍의 경지를 개척하게 된다. 고향 오다와라의 풍토에 고대 그리스나 유럽 중세의 이미지를 중첩시켜 꿈과 현실을 교착시킨 환상적인 작품들로, 지적인 유머나 풍자성이 그 특징이다. 후기에 해당하는 1931년 무렵부터는 신경쇠약의 징후가 나타나기 시작했고, 작품은 다시 전기의 사소설적 경향으로 바뀌며 더욱 어두워졌다. 이런 마키노 문학은 일본문학사에서 일반적으로 자연주의의 전통을 이은 ‘사소설’의 방류로 평가되며, 그 작품은 ‘변형 사소설’로 불린다.
마키노 문학의 미학적 본질은 창백한 자의식에서 반사되는 신경증적 양상과 비애감이라고 할 수 있다. 두 살도 채 안 된 자신과 어머니를 남겨두고 미국으로 가 버린 아버지의 보헤미안적이고 데카당적인 삶에서 비롯되었다고 해도 과언이 아니다. 홀로 남겨진 어머니는 교육열이 높고 훈육에 엄격했다. 어머니의 엄한 양육 방식은, 아버지를 닮아 틀에 얽매이기 싫어하던 마키노의 유년 시절에 큰 상처를 남겼으며, 그 트라우마는 끝내 치유되지 못했다. 그것이 육친 혐오 양상이나, 신경증적 양상, 그리고 방랑이나 위악성과 자조성, 광기 등으로 표출되는 것이다.
작가 미시마 유키오(三島由起夫)는 “일본인으로서 일본 풍토에 발을 디디고 살면서, 이것을 서구적 교양으로 치환해 바라보고, 서구적 환상으로 장식해, 언어 예술만이 잘해 낼 수 있을 것 같은 이 같은 이중의 영상을 작품 세계로 해, 그 신비한 지적 감각 체험에 독자를 이끌고 가는 하이칼라의 작가”라고 그의 작품의 본질을 짚었다.